# لی جون-یونگ (بازیکن بسکتبال)
لی جون-یونگ (کره‌ای: 이준영) بازیکن بسکتبال اهل کره جنوبی است. او در مسابقات مردان در بازی‌های المپیک تابستانی ۱۹۴۸ رقابت کرد.